# Alexander Alvaro
Alexander Nuno Pickart Alvaro (ur. 26 maja 1975 w Bonn) – niemiecki prawnik i działacz młodzieżowy, poseł do Parlamentu Europejskiego VI i VII kadencji.

## Życiorys
Urodził się w rodzinie Portugalczyków (posiada również obywatelstwo portugalskie) w dystrykcie Bad Godesberg. Dorastał w Australii i Niemczech. W 1994 ukończył Görres-Gymnasium w Düsseldorfie, a trzy lata później uzyskał tytuł zawodowy bankowca. Studiował prawo na uczelniach w Bremie, Mannheim, Lozannie i Düsseldorfie, jednocześnie pracując w Deutsche Bank AG. Był asystentem profesora Jochena Taupitza (specjalisty od spraw bioetyki) na Uniwersytecie w Mannheim. W 2004 złożył państwowy egzamin prawniczy I stopnia.
Od 2002 do 2005 pełnił obowiązki wiceprzewodniczącego "Junge Liberalen" (młodzieżówki Wolnej Partii Demokratycznej). Współpracował z frakcją poselską FDP w Bundestagu. W 2003 został członkiem zarządu federalnego FDP. W 2004 uzyskał mandat posła do Parlamentu Europejskiego. Wszedł w skład Komisji Wolności Obywatelskich, Sprawiedliwości i Spraw Wewnętrznych. Zasiadał w delegacjach ds. stosunków z Palestyńską Radą Legislacyjną oraz Indiami. Był rzecznikiem frakcji ALDE ds. polityki wewnętrznej. Zasiadał w grupie parlamentarnej Europa Union opowiadającej się za budową europejskiego państwa federalnego. W 2009 uzyskał reelekcję.